# Operatie Herbstreise
Operatie Herbstreise was de codenaam voor een geplande serie van bedriegende operaties gedurende de Tweede Wereldoorlog. Deze operaties moesten de geplande Duitse invasie van het Verenigd Koninkrijk (Operatie Seelöwe) steunen. Tijdens Seelöwe zou grote groep lege konvooien de oostkust van Engeland bedreigen, terwijl de werkelijke invasiekracht in kleine binnenvaartschepen op de zuidelijke kust van Engeland zou landen.
Doordat Operatie Seelöwe niet doorging, werd ook Operatie Herbstreise afgelast. De Duitsers zagen tijdelijk af van een invasie op de Britse eilanden en concentreerden zich op een inval in de Sovjet-Unie, die de codenaam Operatie Barbarossa kreeg.